# The Aquitania

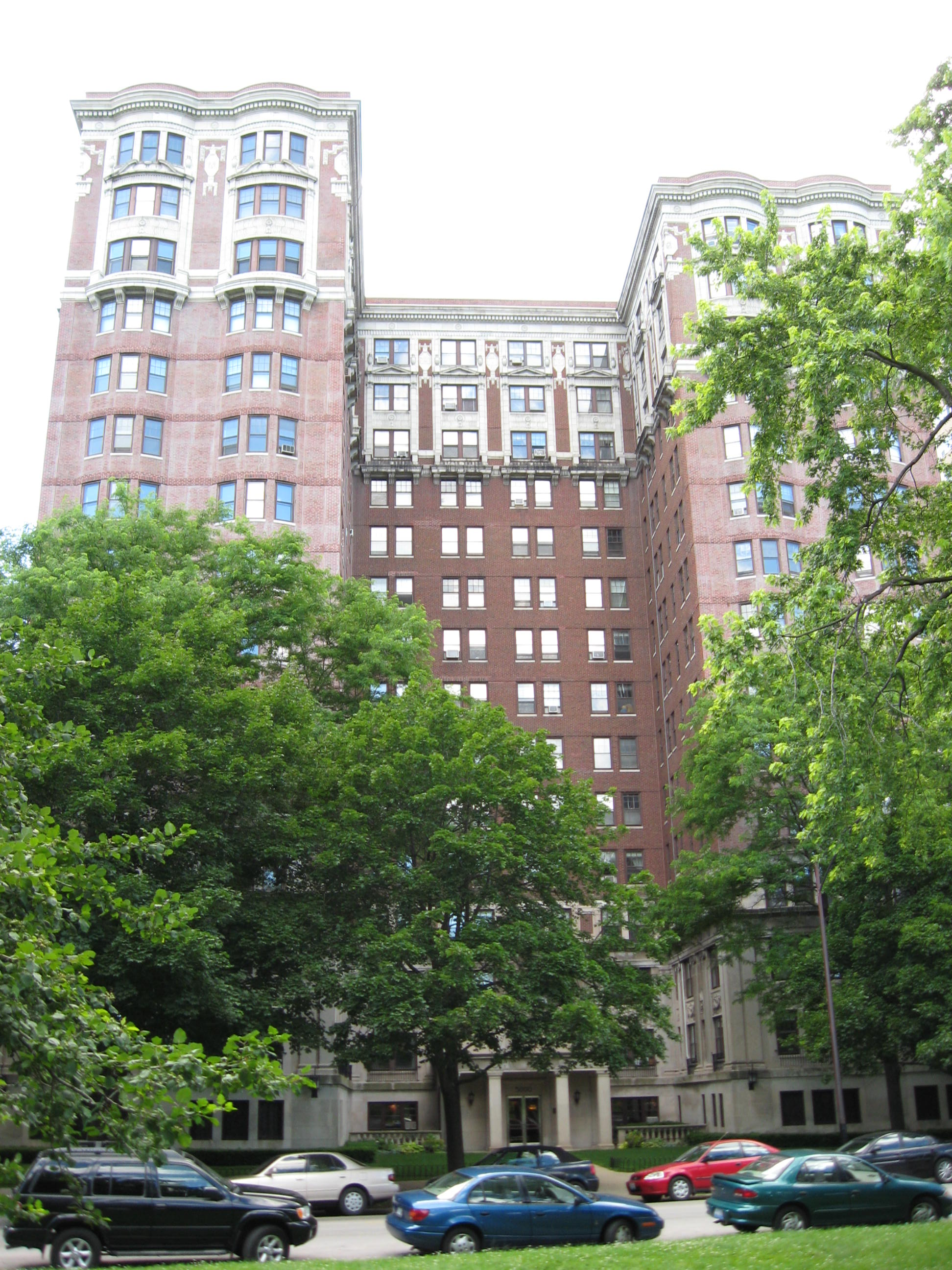
The Aquitania

The Aquitania (en français : l'Aquitaine) est un immeuble coopératif comprenant des appartements de luxe, situé dans le secteur d'Uptown à Chicago (Illinois). L'immeuble est classé dans le Registre national des lieux historiques depuis le 1er mars 2002.
L'Aquitania a été construit en 1941 par Ralph C. Harris et Byron H. Jillson dans le style néo-classique. Il a été développé par George K. Spoor, cofondateur de Essanay Studios et producteur de films muets dans les premières décennies du XXe siècle. À cette époque, Chicago rivalisait avec New York et Hollywood dans la production cinématographique, et l'homme d'affaires George K. Spoor a pu utiliser sa considérable richesse pour construire un immeuble avec des appartements de luxe qu'il sentait approprié pour les personnalités liées à l'industrie croissante du divertissement à Chicago.
Lorsque l'Aquitania a été construit, il était situé directement sur la rive du lac Michigan, le développement ultérieur de l'autoroute de Lake Shore Drive et d'un parc ont éloigné le bord du lac à une certaine distance de l'Aquitania. Le bâtiment de quinze étages dispose d'une cour et d'un hall de style Art Moderne. La construction a été achevée en 1923 et il est devenu une coopérative en 1949.